# Monumento naturale Palude di Torre Flavia
Il monumento naturale Palude di Torre Flavia è un'area naturale protetta del Lazio istituita nel 1997. Occupa una superficie di 43 ettari nei comuni di Ladispoli e Cerveteri, ed è gestita dalla città metropolitana di Roma Capitale.
L'area, che si estende fino alla spiaggia, è dedicata alla vicina torre in rovina.

## Storia
La Palude, situata lungo il litorale tirrenico a Nord di Roma, deve il suo nome ai resti dell'antica Torre Flavia, una torre rinascimentale situata lungo la costa. Fu costruita nel '500 dal Cardinale Flavio Orsini (da qui deriva il nome), su ordine del pontefice Leone X. Dagli inizi del 1970 l'area fu progressivamente soggetta a bonifiche e, con la successiva urbanizzazione dell'area, la grande palude originaria lentamente si è ridotta, iniziando così per essa un periodo di degrado e abbandono. Agli inizi degli anni '80, però, fu avviata dai cittadini dell'area una petizione, accompagnata da un'intensa raccolta firme, furono avviati interventi sul territorio da parte dei locali, per contrastare questa situazione irreversibile di degrado. Si organizzarono associazioni ambientaliste, dedicando intere giornate in cui furono rimosse una grande quantità di rifiuti. Di fronte a questa forte mobilitazione e, soprattutto, dopo la pubblicazione del libro "Tra Acqua e terra" edito a cura della Provincia di Roma nel 1986, le amministrazioni avviarono i progetti di riqualifica dell'area. La Regione Lazio, con decreto del Presidente della Giunta Regionale del 24 Marzo 1997, istituì l'attuale Monumento naturale "Palude di torre Flavia", il quale si estende tra i comuni di Cerveteri e Ladispoli. Venne quindi dato seguito alla richiesta dell'Amministrazione provinciale circa l'istituzione di un'area protetta. Per la tutela di questa, hanno avuto una forte rilevanza l'emanazione delle direttive europee "79/409/CEE Uccelli", relativa alla protezione di uccelli selvatici, e "92/43/CEE" del 21 Maggio 1992, relativa alla salvaguardia degli habitat naturali, motivo per cui la direttiva è nota con il nome "Habitat". In base ad esse vengono individuate due aree, ZPS (zone di protezione speciale) e SIC (siti di importanza Comunitaria). Per questo, la palude Torre Flavia, è stata designata come Zona di Protezione Speciale Torre Flavia, avente come unico scopo quello di garantire la conservazione dell'ecosistema. Infine, è stato definito l'intero sistema di regole ai fini della protezione dell'area: è vietata l'attività venatoria e edilizia, l'alterazione permanente dei luoghi e l'uso di pesticidi.

## Fauna
La fauna caratteristica della Palude, nel corso degli anni e soprattutto prima dell'intervento dello Stato, era soggetta a discariche di ogni tipo, causate dagli abitanti stessi. Queste erano andate ad indebolire l'habitat naturale di anfibi e rettili, specie fondamentali nella catena trofica di una palude. Oggi, grazie alle opere compiute da parte dell'Amministrazione, la situazione è decisamente migliorata. Ciò ha permesso una ricolonizzazione da parte delle specie tipiche della palude. 

### Anfibi e Rettili
Tra i rettili si può trovare all'interno dei canali la Natrice dal collare, la quale può raggiungere il metro di lunghezza. Due specie più rare ma che sono state avvistate, sono il Saettone e la Natrice Tessellata. Piuttosto comune è invece il Rospo comune e la Rana Verde. 

### Uccelli
In base a degli studi e delle ricerche effettuate nel corso degli anni, l'area risulta essere soggetta ad una ricca presenza di avifauna. La palude è l'oasi degli uccelli del canneto, tra cui troviamo l'Usignolo di fiume, la Cannaiola, il Cannareccione, il Forapaglie Castagnolo, la Cannaiola di Jerdon, il Beccamoschino e, infine, il Basettino. Essi si nutrono di semi, insetti, molluschi e anellidi. Questi sono gli uccelli che più frequentano la palude nel corso dell'anno. Durante l'inverno invece troviamo il pettirosso, il Codirosso spazzacamino, il Fringuello, il Verzellino e molti altri. Il canneto è anche caratterizzato però dalla presenza dell'Airone cenerino e, raramente, dall'Airone Rosso. Nel 2014 la Palude di Torre Flavia ha vinto il premio "Vota l'oasi più bella dove fare birdwatching" istituita sul sito dell'associazione EBN, tramite una votazione online. 

### Mammiferi
Anche i mammiferi sono presenti all'interno dell'area protetta, come il Riccio europeo, il Ratto delle chiaviche, il Topo Domestico e l'Istrice.

## Flora
Nonostante nel corso degli anni la zona sia stata soggetta a forti disturbi causati dall'uomo, come i rifiuti, la flora che caratterizza il Monumento Palude di Torre Flavia è oggi molto varia nella quantità, ma anche nella qualità. Qui la vegetazione ha un'elevata eterogeneità, per questo sono presenti differenti tipi di flora. La spiaggia, chiamata zona afitoica, non è adatta alla vita vegetale, poiché i semi non attecchiscono e, inoltre, l'umidità e la salinità impediscono la crescita di questi. Al di sopra della marea si trovano in quantità minima tereofite alonitrofile. Proseguendo, lungo il cordone dunale, vi sono grandi depressioni e lacune interdunali, ma in entrambe le piante che vi si trovano, usano l'acqua salmastra, adattandosi quindi all'elevata salinità.